# Болеховская городская община
Болеховская городская общи́на (укр. Болехівська міська громада) — территориальная община в Калушском районе Ивано-Франковской области Украины.
Административный центр — город Болехов.
Население составляет 19666 человек. Площадь — 287 км².

## Населённые пункты
В состав общины входят 1 город (Болехов) и 10 сёл:
- Бубнище
- Буковец
- Гузиев
- Заречье
- Казаковка
- Междуречье
- Поляница
- Сукель
- Танява
- Тисов